# Chiesa di San Pietro in Bosco
La chiesa di San Pietro in Bosco, conosciuta anche come chiesa dei Santi Pietro e Paolo in Bosco, è un luogo di culto cattolico, posto in località Sdruzzinà, sulla Strada Statale 12 verso Verona. La chiesa è sussidiaria, appartiene alla parrocchia di Santa Maria Assunta e fa parte della zona pastorale della Vallagarina dell'arcidiocesi di Trento.
La leggenda narra che fu il luogo d'incontro tra la regina Teodolinda e il terzo re longobardo Autari.
È inserita nell'Elenco degli edifici monumentali e degli oggetti d'arte del Trentino redatto a Roma il 7 novembre 1918 e nel progetto I Luoghi del Cuore del Fai.

## Storia

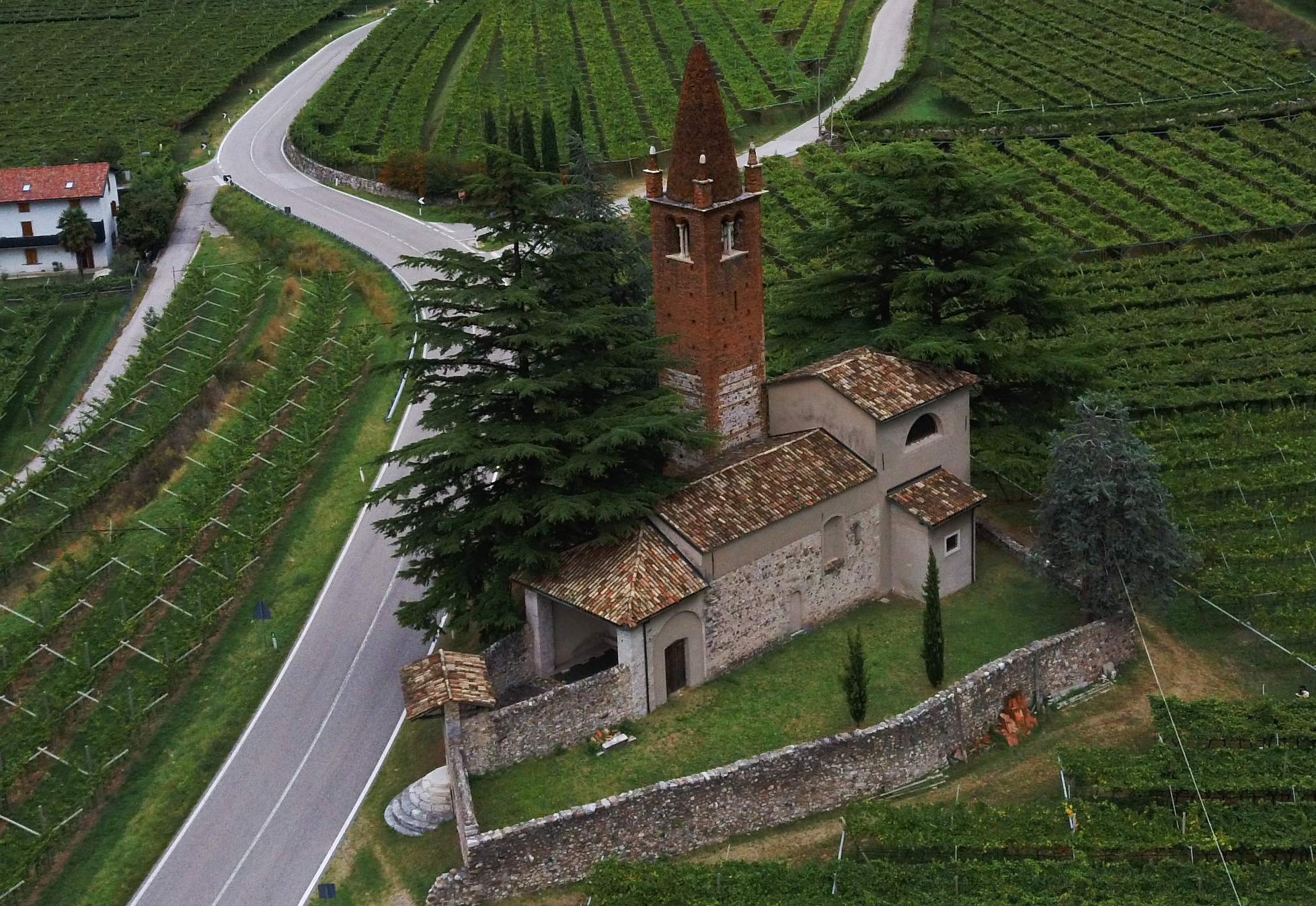
Vista aerea della chiesa.

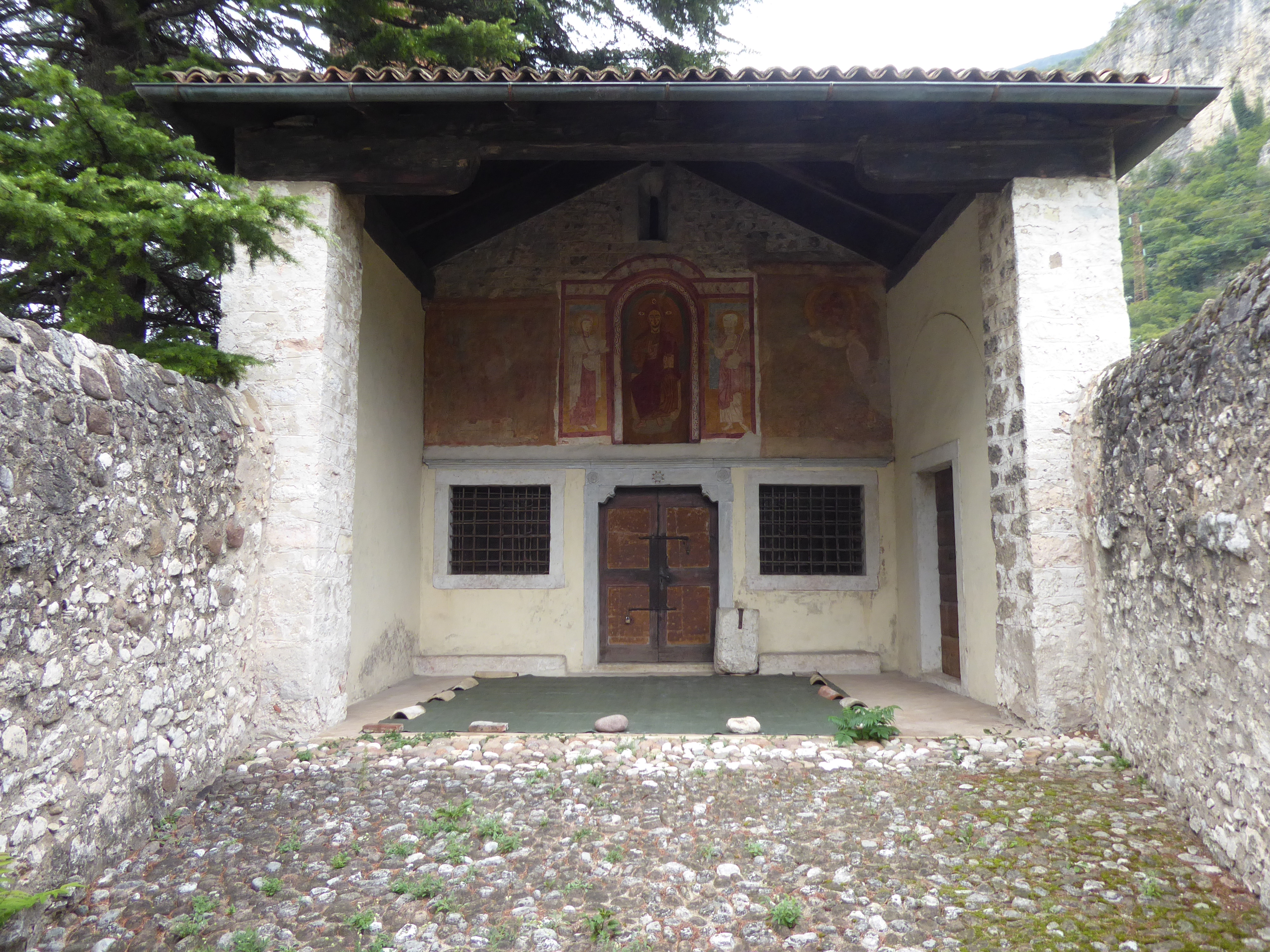
Facciata e portico.

La chiesa, che è tra le più antiche costruite in Trentino e conserva la struttura romanica e gli affreschi risalenti al XIII secolo, è il luogo dove la leggenda narra sia avvenuto l'incontro storico dei promessi sposi Teodolinda e Autari.
La chiesa è divenuta sito di ricerche archeologiche che hanno permesso di riportare alla luce parti della prima chiesa preromanica del IX secolo. Questo edificio era di piccole dimensioni, monoabsidata e con un piccolo altare costruito con materiale di recupero, probabilmente proveniente da resti di un edificio preesistente. Nel medesimo periodo fu edificata sul lato a nord, la torre campanaria.  La parte esterna e la facciata della chiesa furono completamente rimaneggiate nel XVII secolo.
Le prime testimonianze scritte della chiesa risalgono solo al 1348, viene infatti citata, con altri edifici di culto, nel lascito testamentario di Francesco del fu ser Malcoardo da Ala, lascito che viene citato ancora nel XVII secolo. Serve considerare che era un piccolo edificio di culto, e che era gestito dalla Confraternita di San Pietro. Nel 1511 risulta sia stata acquistata la campana per la torre campanaria, mentre la prima visita pastorale i cui atti sono conservati nell'Archivio Diocesano Tridentino, è quella del vescovo Bernardo Clesio del 1538. Nel XVIII secolo la chiesa venne gestita dalla Confraternita della Dottrina Cristiana della parrocchiale di Ala.
Dalla Visita pastorale del 1636, si rileva che l'edificio non era considerato idoneo alle nuove regole imposte dal Concilio di Trento e tra il 1668 e il 1681 furono eseguiti lavori d'imbiancatura delle pareti e di formazione del nuovo presbiterio, rinunciando a quello romanico preesistente. Nel 1678 fu realizzata la facciata esterna con le due ali del tetto a capanna sostenute da una grande trave che permette una maggiore ampiezza di questo spazio coperto, e la costruzione del muro sulla parete a nord che coprì parte dell'affresco trecentesco raffigurante la Madonna col Bambino e santi. Dai documenti e dalle testimonianze che si sono susseguiti nel tempo, si deduce che la chiesa, che era sorta come cimiteriale, non aveva nessun muro che divideva la chiesa dall'area del cimitero.
Nel 1684 don Pietro Pezzana decise, seguendo la moda del tempo, di dare alla chiesa un'immagine neoclassica, facendo imbiancare con la calce le pareti e la facciata lasciando visibili solo le immagini del Cristo benedicente con Madonna e san Pietro sulla facciata, facendo quindi perdere le pitture medioevali. Nel 1876 fu aggiunto il locale della sagrestia. Solo nel 1883 la chiesa fu soggetta ad una forma di recupero da parte del pittore e restauratore Pietro Nanin, che però cambiò la fisionomia e l'identificazione di alcune pitture.
La chiesa con il tempo perse la sua funzione liturgica, venne considerata periferica e di conseguenza utilizzata solo per la festa patronale e per i riti propiziatori delle rogazioni, mentre il cimitero divenne luogo di sepoltura per chi, nel territorio, aveva avuto una morte tragica. Nel XIX secolo, durante un periodo di pestilenza, fu chiesto che i locali diventassero sede del lazzaretto e quindi scomunicati, ma questo non fu consentito.

### Leggenda

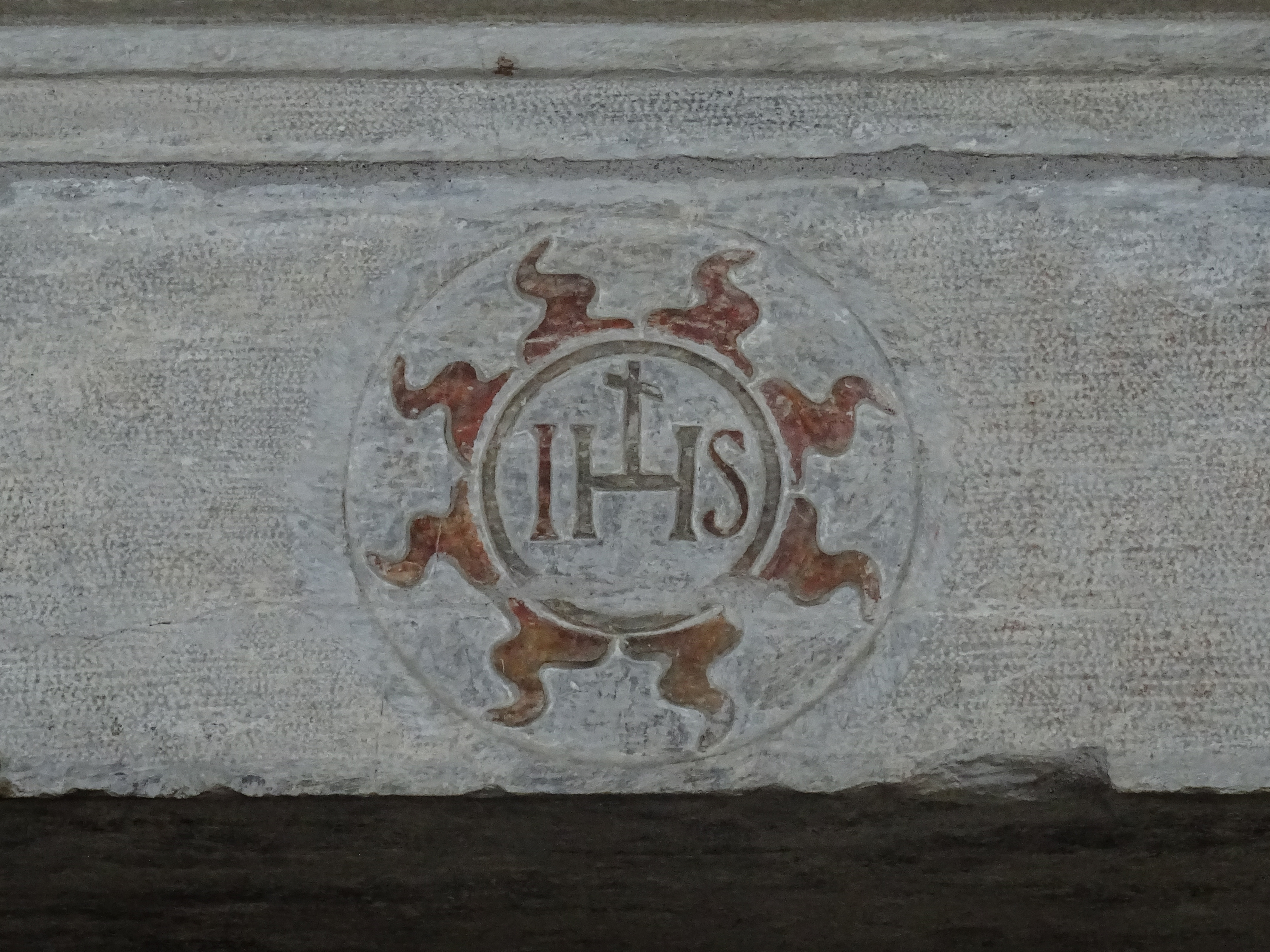
Cristogramma sull'architrave del portale.

Autari fu il terzo re dei longobardi, cercando sostegno politico presso le altre famiglie longobarde, sposò la figlia del primo duca bavaro Garibaldo  e di Valdrada, Teodolinda.  La leggenda narra che i due promessi si incontrarono in località Sardis qui supra Veronam est presso l'Adige, località identificata nella chiesa di San Pietro al Bosco in prossimità di Ala.  Il matrimonio fu poi celebrato a Verona presso il campo di Suardi il 15 maggio 589. Questo evento fu raccontato da Paolo Diacono che citava la presenza di reliquie donate dalla regina Teodolinda alla chiesa, a ricordo di questo incontro.
Nel 1803 il parroco don Pietro Pezzana, iniziò le ricerche di queste reliquie. Furono rinvenute in un anfratto dell'antico altare. In un sacchetto mal conservato, vi erano riposti frammenti ossei ritenuti le reliquie donate da Teodolinda. Furono consegnate alla chiesa parrocchiale di Santa Maria Assunta di Ala che le conserva nel Reliquiario delle Croci  e, dal 1º ottobre 1803, ritenute venerabili dal vescovo Giovanni Andrea Avogadro di Verona.
La leggenda non corrisponde alla verità storica e probabilmente non fu questo il luogo d'incontro dei due promessi sposi, ma la piccola chiesa di San Pietro conserva il fascino della storia.

## Descrizione
L'edificio ebbe nel tempo numerosi rimaneggiamenti, che portarono a successivi restauri per la ricerca del recupero delle affrescature e delle parti architettoniche più antiche, fino ai lavori eseguiti negli anni 1998-1999 a cura dell'Ufficio Beni storici artistici promossi dal Ministero dei Beni Culturali della Provincia autonoma di Trento.

### Esterno
L'edificio è preceduto da un piccolo sagrato in ciottolato di pietra di fiume racchiuso entro un alto muro di cinta la cui unica apertura è un alto cancello a cui si accede da una piccola gradinata. La facciata è preceduta da un atrio coperto con tetto ligneo a capanna. Si accede all'aula da un unico ingresso architravato ai cui lati ha due finestre munite di inferriate. La parte superiore della facciata è terminante con una feritoia che centra l'affresco raffigurante: Cristo benedicente tra la Vergine e san Pietro.

#### Cristo benedicente tra la Vergine san Pietro

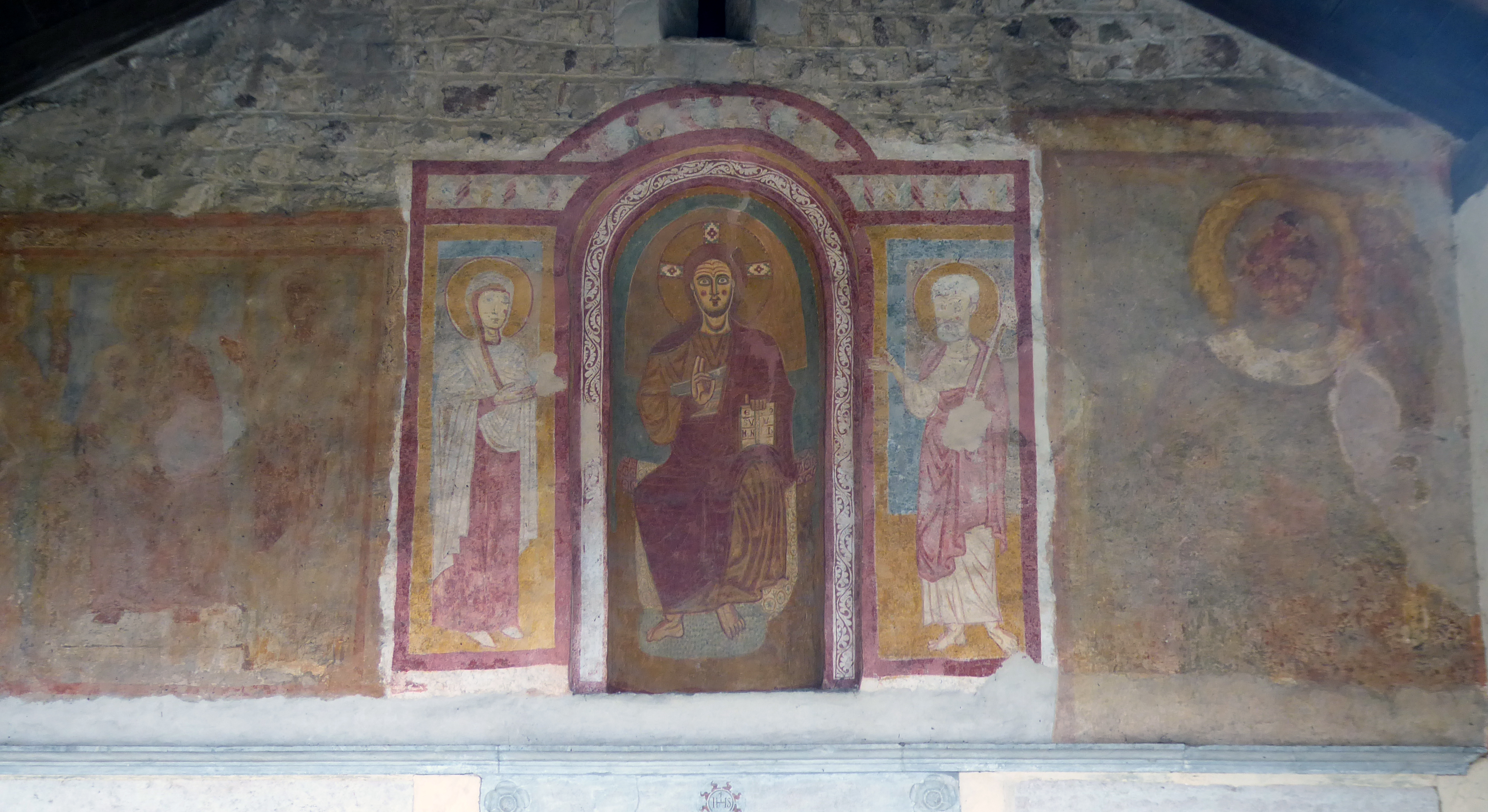
Affreschi posti sopra l'ingresso della chiesa, nell'atrio coperto.

L'affresco posto sopra l'ingresso della chiesa, di tradizione bizantina, ha nella parte centrale la raffigurazione di Cristo benedicente di grandi dimensioni, posto all'interno di una nicchia e seduto su di un trono composto da uno scranno impreziosito da gemme. Con la destra compie l'atto benedicente, mentre con la sinistra tiene il libro delle scritture aperto e appoggiato sulle gambe dove è leggibile la scritta: EGO/SUM/LUX/MUNDI. Le parti laterali furono scialbate durante i restauri del 1804 per volontà di don Pietro Pezzana. I restauri di Pietro Nanin del 1883, furono una ripittura della parete, e due soggetti laterali divennero san Pietro con le chiavi e san Paolo con la spada. L'affresco di ottima qualità era realizzato su base di pittura ocra gialla poi completata con pennellate libere di terre rosse e brune. La figura di Cristo, l'unica che non ha subito scialbi, è perfettamente centrata alla facciata. La parete mantiene i segni impressi come traccia geometrica del calcolo delle dimensioni della figura e la traccia del compasso per l'aureola.
La Vergine dipinta a figura intera a tre quarti, è posta a sinistra con il volto e una mano rivolta verso Cristo posto centralmente. A destra, speculare, l'immagine di san Pietro che porge la destra all'immagine centrale mentre con la sinistra regge la ferula papale.

#### Madonna col Bambino tra due santi - San Cristoforo
Sul muro laterale esterno del porticato a fianco del Cristo benedicente, vi sono due altri affreschi in cattivo stato conservativo. Sul lato a sinistra la Madonna col Bambino e due santi che però sono di difficile identificazione. La Vergine è seduta in trono in posizione frontale, accanto a lei a destra un santo che tiene in mano un fiore a tre petali, potrebbe essere identificato in un giglio, e alla sinistra un santo con la tonsura e con un libro in mano. 

Sul lato a destra vi è dipinto san Cristoforo che porta il Bambino sulle spalle. La parte inferiore di questo affresco fu rimossa quando venne ricostruita la facciata, con l'apertura di una finestra. Furono eseguiti dal medesimo freschista probabilmente in un unico giorno nella prima metà del XIV secolo. Anche questi hanno subito il rifacimento a opera del Nanin non corrispondente alla raffigurazione originale.
Gli affreschi sarebbero risalenti al XIII secolo secondo lo studio di Thomas Steppan del 2008 Di difficile interpretazione sono i due affreschi posti nei riquadri a lato.

### Campanile

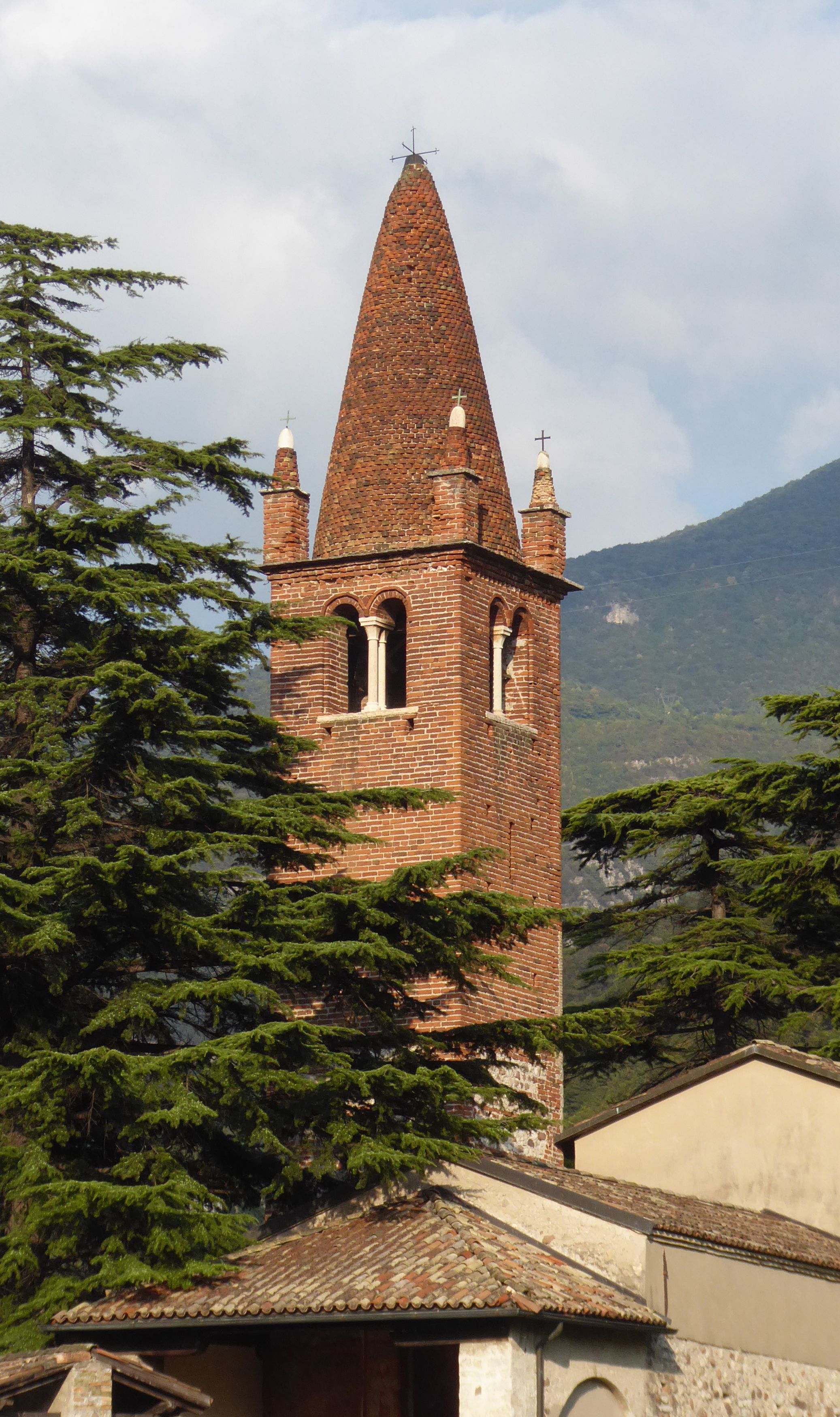
Campanile.

Il campanile, a pianta quadrata, è stato eretto a nord rispetto all'edificio. La torre, che risale all'XI secolo, venne soprelevata nel XVII secolo con l'aggiunta delle bifore romaniche con colonnine centrali in pietra bianca.
La struttura è in mattoni rossi frammisti a pietra bianca. La parte cuspidale ha forma conica ed è costruita in mattoncini dalla forma semicircolare in cotto veronese; su ogni angolo presenta un pinnacolo conico appoggiato su un prisma a base quadrata in mattoni che termina con una pigna, sempre in pietra bianca e con croce ferrea. La campana risale probabilmente al 1200.

### Interno

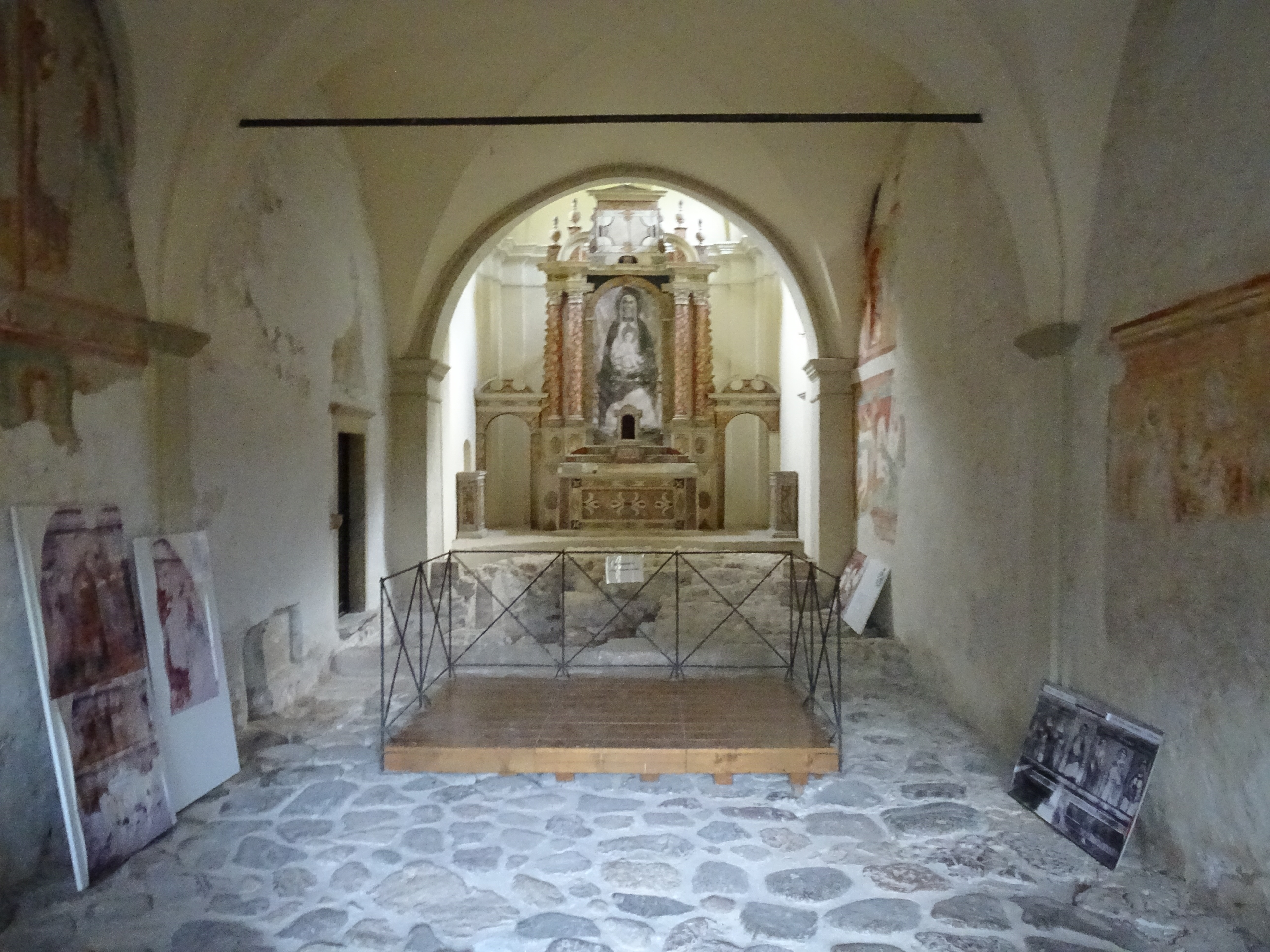
Interno.

L'interno a unica navata è a pianta rettangolare. Si conservano gli scavi lasciati a vista, che rappresentano le diverse modifiche dell'abside nei secoli. I resti dell'abside di dimensioni minori risalgono all'originaria costruzione del IX secolo, quella centrale di misura media risale all'XI secolo, mentre i resti della terza abside di dimensioni maggiori risalgono al XIII secolo, entrambi sostituiti con quella realizzata nel 1681.
Fino agli anni '70 del Novecento, l'altare era completato dalla pala opera dell'alense Sebastiano Gresta: la Madonna con Bambino tra i santi Pietro e Paolo, poi trafugata e persa, con la successiva rimozione dell'altare ligneo durante lavori di manutenzione del tetto.
Si conservano gli affreschi sulla parete meridionale della seconda campata raffiguranti la Resurrezione della carne, Abramo in trono nel paradiso  e San Giorgio che uccide il drago, quest'ultimo, con i restauri del Nanin, era diventato  san Michele che uccide il diavolo; nei restauri del 1989 si ridiede l'intitolazione originaria; il dipinto dovrebbe essere collocato nel medesimo periodo dell'affresco esterno, ma non fu eseguito dal medesimo artista, questo infatti non ha avuto un disegno preparatorio se non per le linee corrispondenti all'esatta inclinazione del capo, e la muratura è di un periodo leggermente precedente. L'affresco però è stato eseguito con un'accurata ricerca della tecnica preparatoria, differente nelle diverse parti del disegno, conferendo plasticità ai soggetti diventando non solo una pittura rappresentativa ma narrativa.  Il santo non ha la classica rappresentazione da guerriero ma indossa abiti cavallereschi, volendo indicare un modello ideale di coraggio cristiano.
In considerazione della posizione della chiesa divisa tra la pieve dei Mori e il principe Vescovo di Trento, seppure non si conosce la committenza delle opere affrescate, si presume che l'esecutore dovette rispettare le volontà politiche, mentre per la parte esterna nel Cristo Benedicente si può vedere l'influenza della chiesa di Roma, contrariamente nell'affresco di san Giorgio vi si può leggere un invito alle crociate per sconfiggere gli infedeli.
Nella prima campata vi è il grande affresco delle Storie di San Pietro, santi e sante risalente al XIV secolo, posto su due registri divisi da una greca. La parte inferiore presenta un grave ammaloramento. La prima scena superiore a destra è la Liberazione di san Pietro (rimangono leggibili le lettere: ANG...P.), quella centrale Chatedra Petri raffigurante l'evento raccontato nelle scritture di Pietro ad Antiochia, e la terza è la Condanna di Pietro e Paolo. La parte superiore quindi raffigura parti della vita dell'apostolo in tre situazioni differenti, a Antiochia, a Gerusalemme e a Roma.
Il registro inferiore è una raffigurazione di santi e sante a figura intera di cui pochi identificabili, sicuramente una santa Caterina d'Alessandria, un probabile san Valentino martire romano, san Giacomo. <Gli affreschi furono eseguiti dal medesimo artista identificato in un frescante veronese presente sul territorio e che eseguiva dipinti in modi pittorici già scaduti, del tardo Duecento.